# Samoa National League 2010–11
Samoa National League 2010–11 là mùa giải thứ 21 trong lịch sử Samoa National League, giải đấu cao nhất của Liên đoàn Bóng đá Samoa. Đội vô địch là Kiwi FC với lần thứ 3 đứng ở ngôi vị quán quân.